# Bernd Krehl
Bernd Krehl (* 1. Mai 1958) ist ein ehemaliger deutscher Fußballspieler. 

## Leben
Mit dem VfL Stade wurde er 1979 Meister der Verbandsliga Hamburg. In der folgenden Aufstiegsrunde zur Oberliga Nord erreichte man zwei Siege, zwei Unentschieden sowie zwei Niederlagen, wodurch der Aufstieg in die höhere Spielklasse verpasst wurde. Krehl schloss sich im Sommer 1979 dem Zweitliga-Aufsteiger OSC Bremerhaven an, er vollzog den Wechsel gemeinsam mit Klaus-Dieter Heitmann, mit dem er in Stade zusammenspielte. In 29 Einsätzen während der Saison 1979/80 erzielte Krehl in der 2. Fußball-Bundesliga zwei Treffer. Am Ende des Spieljahres stand mit dem OSC der Abstieg.
1988 gelang Krehl mit SFL Leherheide Bremerhaven der Oberliga-Aufstieg.